# Estação Concorde
Concorde é uma estação das linhas 1, 8 e 12 do Metropolitano de Paris na Place de la Concorde, localizada no centro de Paris e do 1.º arrondissement.

## Localização
A estação está localizada sob a parte norte da place de la Concorde, as plataformas sendo estabelecidas :
- na linha 1, a nordeste da praça sob a saída da rue de Rivoli (entre Champs-Élysées - Clemenceau e Tuileries);
- na linha 8, a noroeste da praça ao longo do eixo da rue Royale (entre Invalides e Madeleine);
- na linha 12, a nordeste da praça ao longo do Jardim das Tulherias (entre Madeleine e Assemblée Nationale).

## História
A estação foi inaugurada em 13 de agosto de 1900 pela Compagnie du chemin de fer métropolitain de Paris (CMP) e é servida pela linha 1 que realizava o trajeto entre Porte Maillot e Porte de Vincennes desde 19 de julho de 1900. Foi o cenário do primeiro acidente de metrô, em 19 de outubro de 1900. Como resultado de uma falta de captura de corrente entre os limpadores, instalados no carro elétrico, e o trilho de condução de corrente, instalado no solo, ocorrem curtos-circuitos um incêndio, causando uma colisão com o próximo trem. Este acidente causou 38 feridos inclusive quatro sérios (três passageiros e um mecânico).
Ela deve o seu nome à sua localização sob a Place de la Concorde.
A estação da linha A da Nord-Sud (atual linha 12) foi inaugurada em 5 de novembro de 1910, os trens ligando Porte de Versailles a Notre-Dame-de-Lorette. A da linha 8 da CMP foi inaugurada em 12 de março de 1914, os trens efetuando o trajeto entre Opéra e Porte d'Auteuil, o trecho entre Beaugrenelle (atual Charles Michels) e Opéra sendo aberto alguns meses antes, em 13 de julho de 1913. Em 27 de março de 1931, a Linha A da Nord-Sud se tornou a Linha 12 da CMP.
A estação da linha 8 até 1997 incluiu uma terceira via sem saída ao longo da plataforma em direção a Créteil, cuja entrada ficava na extremidade norte. Ele foi excluída por ocasião da criação de escritórios decidida pela RATP em sua localização.
Como parte do trabalho de automatização da linha 1, as plataformas da estação Concorde foram levantadas no final de semana de 13 e 14 de junho de 2009 para receber as portas de plataforma, que foram instaladas em outubro de 2010.
Durante as obras de renovação das plataformas da linha 8, de 11 de abril de 2016 a 30 de junho de 2016, os trens desta linha não pararam aí. Um dos corredores que levava à Linha 12 tinha durante muito tempo, nos lados, portões com placas esmaltadas semelhantes às encontradas nos trens Sprague-Thomson da Companhia Nord-Sud. Eles desapareceram durante a reforma dos corredores das estações no âmbito do programa “Renovação do Metrô” da RATP.
Em 2012, 7 052 932 passageiros entraram nesta estação. Ela viu entrar 7 176 639 passageiros em 2013, o que a coloca na 37ª posição das estações de metrô por sua frequência.

## Serviços aos Passageiros

### Acessos
A estação possui seis acessos:

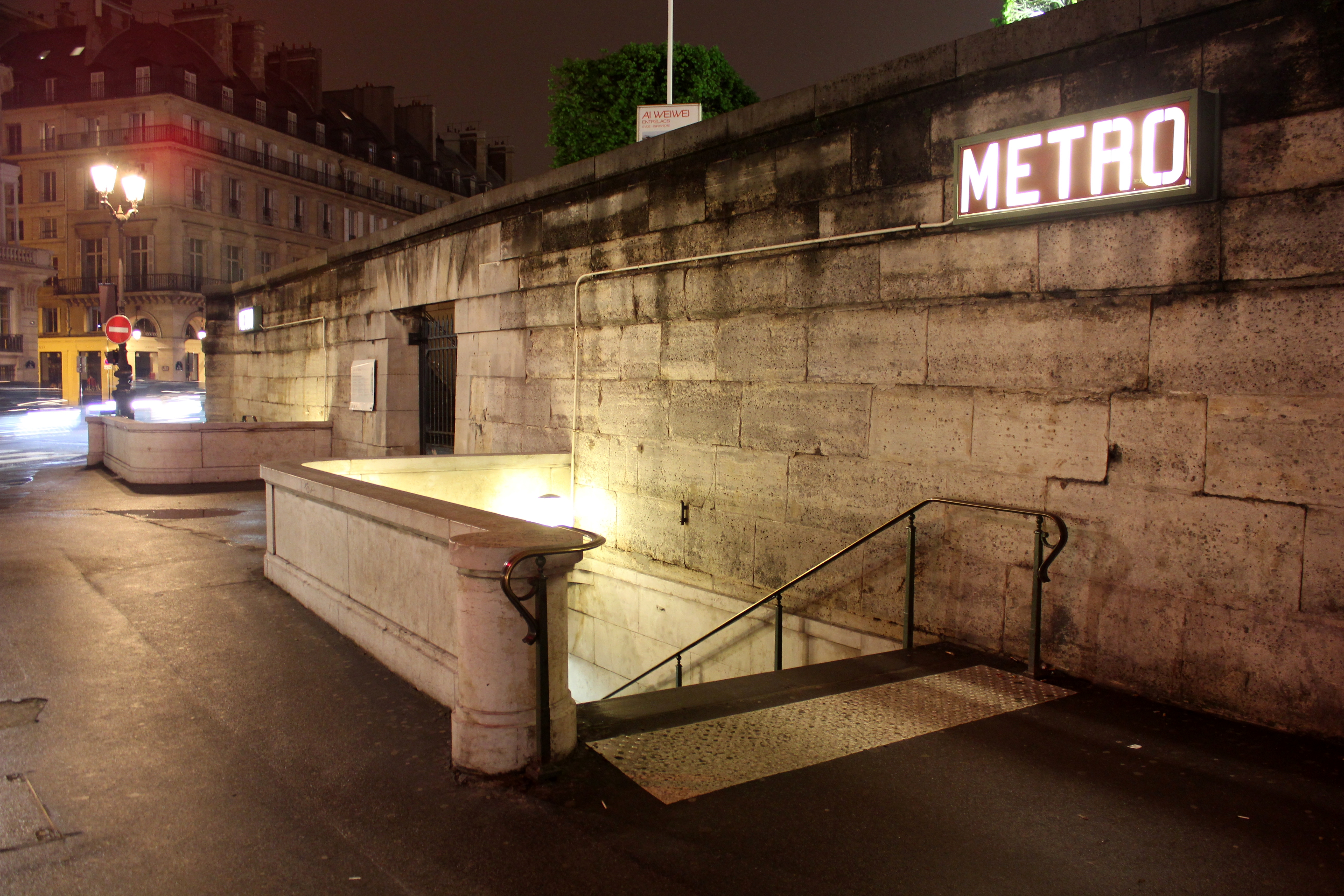
Um dos acessos à estação.

- Acesso 1 na place de la Concorde e rue Royale no lado dos números ímpares;
- Acesso 2 na place de la Concorde e rue Royale no lado dos números pares;
- Acesso 3 na esquina da rue de Rivoli e rue Saint-Florentin;
- Acesso 4 na rue Cambon;
- Acesso 5 na rue de Rivoli ao lado do Jardim das Tulherias;
- Acesso 6 na rue de Rivoli, perto da Galeria Nacional do Jeu de Paume e do Musée de l'Orangerie.

### Plataformas
As plataformas das três estações são de configuração padrão: duas plataformas laterais em número para cada uma, elas são separadas pelas vias localizadas no centro. A linha 12 é estabelecida sob as outras duas. A linha 1 passa sob a linha 8 depois de se conectar a ela em um pico, vindo de Champs-Élysées - Clemenceau.

#### Linha 1
As plataformas da linha 1 são de configuração padrão: duas em número, elas são separadas pelas vias situadas ao centro. O teto é um tabuleiro metálico cujas vigas são suportadas por pés-direitos verticais. As plataformas são decoradas em estilo "Andreu Motte" e tem a distinção de ser a única estação desse estilo a ser tratada em rosa (é no entanto de um rosa tiriano, próximo do vermelho). Essa cor é aplicada nas duas faixas de iluminação e sobre a estrutura metálica do tabuleiro. Os bancos são dotados de grandes telhas brancas de aspecto vitrificado, como os pés-direitos e os tímpanos. As plataformas são equipadas com assentos do estilo "Motte" de cor violeta que têm suplantaram outras de cor rosa entre as quais foram previamente organizadas, bem como portas de plataforma. O nome da estação é escrito em placas esmaltadas na fonte Parisine e os quadros publicitários são metálicos.

#### Linha 8
A estação da linha 8, também nivelada ao solo e no estilo "Motte", é também uma das três únicas deste estilo a existir em violeta com Palais-Royal - Musée du Louvre na linha 1 e Opéra na linha 3. Aplicada sobre o tabuleiro metálico, a faixa e a maioria dos assentos, esta tintura faz parte do léxico das estações excepcionais de tipo Andreu-Motte, assim como o rosa da estação da linha 1. Quanto a esta última, grandes telhas planas recobrem os tímpanos e os pés-direitos verticais, mas estes são equipados com telas publicitárias em vez de tradicionais cartazes; a plataforma na direção de Créteil não tem bancos, os assentos sendo fixados em suportes individuais na parede que o separa de um conjunto de escritórios no local de uma antiga via de garagem. As abóbadas do teto, de dimensões mais reduzidas que o normal, tinham a particularidade de serem tratadas em amarelo antes de serem repintadas de branco no início da década de 2010.

#### Linha 12
A estação da linha 12 foi em estilo "Nord-Sud" até 1991 quando foi decorada com uma obra em cerâmica do artista Françoise Schein, constituída de letras azuis sobre fundo branco, reconstituindo o texto da Declaração dos Direitos do Homem e do Cidadão de 1789. Os espaços são removidos do texto e a pontuação é coletada no fim de cada artigo. O nome da estação é inscrito em faiança de acordo com a mesma fonte que as várias letras e quadros publicitários são também em faiança. A abóbada semi-elíptica é recoberta por linhas horizontais e verticais de cor azul marinho. As plataformas são cobertas com telhas cinzas manchadas, equipadas com bancos específicos e iluminadas por duas faixas de tubos. Outras estações de metrô em todo o mundo foram concebidas sobre o mesmo tema pelo mesmo artista como Parvis de Saint-Gilles em Bruxelas, Parque em Lisboa ou Westhafen em Berlim, etc.

### Intermodalidade
A estação é servida pelas linhas 24, 42, 52, 72, 73, 84 e 94 da rede de ônibus RATP, pela linha de vocação turística Tootbus Paris e, à noite, pelas linhas N11 e N24 da rede de ônibus Noctilien.

## Pontos turísticos
A Place de la Concorde está localizada na margem direita do Sena em frente à Assembleia Nacional situada no Palácio Bourbon. A praça está decorada com estátuas representando as várias cidades da França responsáveis pela defesa do país, como Lille, Estrasburgo, Lyon, Marselha, Bordeaux, Nantes e Brest.
Em torno ou perto da Place de la Concorde estão o Tribunal de Contas, a embaixada dos EUA, o início da avenue des Champs-Élysées e do cours la Reine. No início do cours está instalada a estátua em homenagem a Alberto I, rei dos Belgas.
A praça também possui uma entrada do Jardim das Tulherias, permitindo o acesso à Galeria Nacional do Jeu de Paume e ao Musée de l'Orangerie.